# Avenida Lope de Vega
La avenida Lope de Vega es una arteria vial de la Ciudad de Buenos Aires y el partido de Tres de Febrero, Provincia de Buenos Aires, Argentina.

## Recorrido
Nace en el barrio de Villa Luro a partir de la Avenida Rivadavia, siendo continuación de la Calle Manzoni.
Su recorrido es en sentido sudeste-noroeste. Desde Avenida Rivadavia hasta Avenida Juan B. Justo (desde el 1 hasta el 587) es angosta, por lo que en planos antiguos se la encontraba como calle y a ese tramo de una sola mano con sentido norte-sur, hacia Avenida Rivadavia. Luego que se homogeneizara con el resto del recorrido y se hiciera doble mano se convirtió también en avenida a esas seis cuadras.  
No existe la numeración 700, pasa del 695 al 803.  En la mano impar del 600 termina Remedios Escalada de San Martín que la divide dejando dos pequeñas cuadras, quizás habrán dejado el 700 para una de ellas y luego cuando numeraron fue todo 600 dado que la acera de números pares, que es continua tiene esa numeración.
A los 200 m, cruza las vías del Ferrocarril Sarmiento a la altura de la Estación Villa Luro y luego pasa por debajo de la Autopista Perito Moreno.

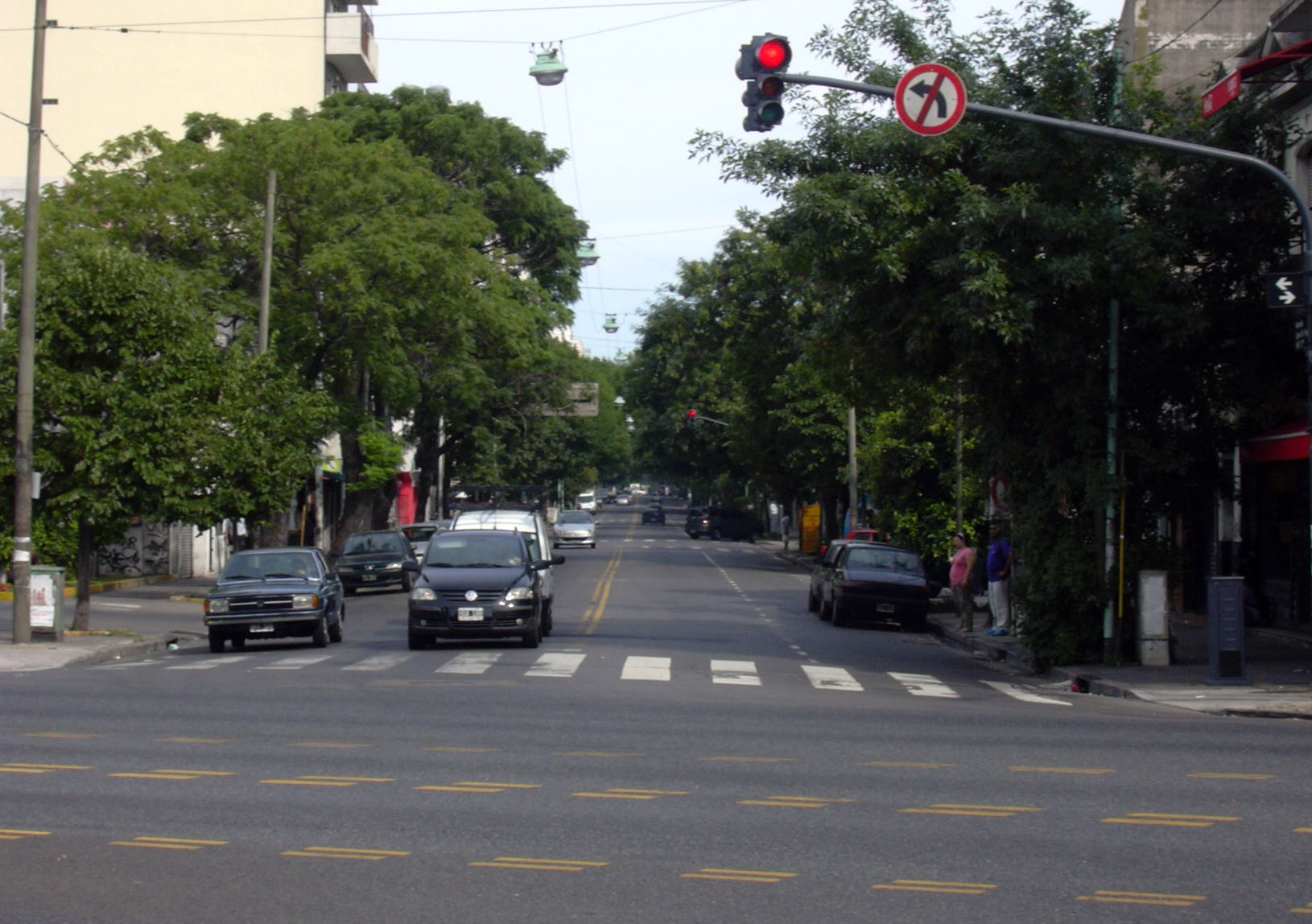
Vista desde el sur de la Av. Lope de Vega, en su cruce con la Av. Juan B. Justo (Villa Luro)

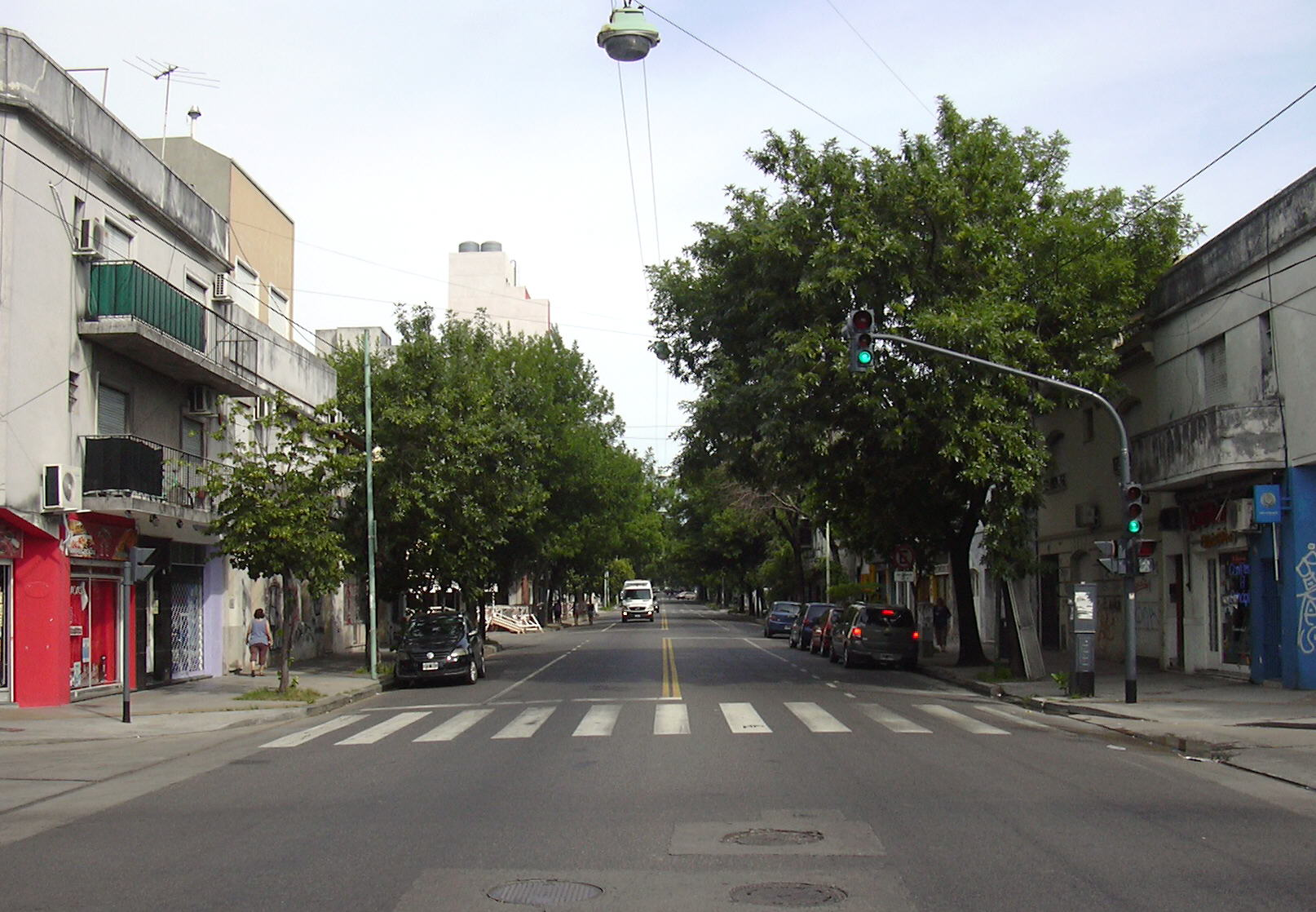
Vista desde el sur de la Av. Lope de Vega, en su cruce con la calle César Díaz (Villa Luro)

Unos 300 m más adelante, cruza la Avenida Juan B. Justo tornando una pequeña curva hacia la izquierda, haciendo de límite a partir de aquí, entre los barrios de Villa Luro y Vélez Sársfield.
Al cruzar la calle Álvarez Jonte ingresa enteramente a Monte Castro, donde transcurre unas 8 cuadras hasta la calle Baigorria para luego formar el límite entre los barrios de Villa Real y Villa Devoto.
La intersección con la Avenida Francisco Beiró, es una de las áreas más comerciales de la avenida.
Al cruzar la Avenida General Paz, continua en el partido de Tres de Febrero, pasa de doble mano a única mano y se angosta. Continua 800 metros y termina en la calle Senador Benito Ferro.

## Cruces importantes y lugares de interés
En el siguiente mapa esquemático se resumen los principales cruces que atraviesa esta avenida.
|  |  | STR |

|  | RMq | KRZ | RMq |

|  | STRq | KRZ | CONTfq |

|  |  | SKRZ-GBUE | BAHN |

|  | RAq | SKRZ-Au | RAq |

|  |  | STR |

|  | RMq | RMKRZ | RMq |

|  |  | RM |

|  | STRq | RMKRZ | CONTfq |

| HOSPITAL | lNAT | RM |  |

|  | STRq | RMKRZ | CONTfq |

|  |  | RM |

|  | STRq | RMKRZ | CONTfq |

|  | CONTgq | RMKRZ | STRq |

|  |  | RM |

| lNAT | RMq | RMKRZ | RMq |

|  |  | RM |

|  | CONTgq | RMKRZ | STRq |

|  | CONTgq | KRZ | STRq |

|  | RAq | SKRZ-Ao | RAq |

|  | STRq | KRZ | CONTfq |

|  |  | STR |

|  |  | STR | lNAT |

|  |  | STR | lNAT |

|  | CONTgq | TEEe | CONTfq |

## Toponimia
Toma el nombre de Lope de Vega (1562 – 1635), quien fuera uno de los más importantes poetas y dramaturgos del Siglo de Oro español.
- Datos: Q5402737